# Penichrophorus luteimaculata
Penichrophorus luteimaculata är en insektsart som beskrevs av William D. Funkhouser. Penichrophorus luteimaculata ingår i släktet Penichrophorus och familjen hornstritar. Inga underarter finns listade i Catalogue of Life.